# Zeuzerobotys mirabilis
Zeuzerobotys mirabilis là một loài bướm đêm trong họ Crambidae. Chúng là loài duy nhất trong chi Zeuzerobotys , được tìm thấy ở Mexico (Hidalgo).